# Phryganopteryx occidentalis
Phryganopteryx occidentalis là một loài bướm đêm thuộc phân họ Arctiinae, họ Erebidae.